# Jason Peak
Jason Peak är en bergstopp i Sydgeorgien och Sydsandwichöarna (Storbritannien). Den ligger i den nordvästra delen av Sydgeorgien och Sydsandwichöarna. Toppen på Jason Peak är 675 meter över havet, eller 595 meter över den omgivande terrängen. Bredden vid basen är 10,8 km.
Terrängen runt Jason Peak är kuperad. Havet är nära Jason Peak åt nordost.  Trakten runt Jason Peak är nära nog obefolkad, med mindre än två invånare per kvadratkilometer.